# Ана Фарис
Ана Кей Фарис (на английски: Anna Kay Faris) (родена на 29 ноември 1976) е американска актриса, известна с ролите си в Страшен филм.
Фарис израства на север от Сиатъл Вашингтон в семейството на Джак Фарис (с шотландско/ирландско потекло) и Карън (от немско, английско и френско потекло). Родителите подкрепят Ана да се занимава с актьорско майсторство още докато е малка и тя изиграва първата си професионална роля на 9-годишна възраст в Сиатълския репертоарен театър. По-късно учи английска литература в университета във Вашингтон и живее за кратко в Лондон.
Фарис е висока 1,65 м и е естествена блондинка, но боядисва косата си черна за ролята си във филма Страшен филм, което оставя впечатлението, че е брюнетка.

## Филмография
- Облачно с кюфтета 2: Отмъщението на огризките (2013) – Сам Спаркс
- Давам им година (2013) – Клои
- Пълен т*шак (2013) – Джули
- Диктаторът (2012) – Зоуи
- Алвин и катеричоците 3: Чипокрушение (2011) – Джанет
- Купонът на живота ти (2011) – Уенди Франклин
- Мечето Йоги (2011) – Рейчъл
- Точната бройка (2011) – Али Дарлинг
- Облачно с кюфтета (2009) – Сам Спаркс
- Флиртология (2008) – Шели
- Усмивчица (2007) – Джейн Ф.
- Страшен филм 4 (2006) – Синди Кембъл
- Винил (2005) – Кати
- Просто приятели (2005) – Саманта Джеймс
- Планината Броукбек (2005) – ЛаШон Малоун
- Приятели (2004) – Ерика
- Изгубени в превода (2003) – Кели
- Страшен филм 3 (2003) – Синди Кембъл
- Горещо маце (2002) – Ейприл
- Страшен филм 2 (2001) – Синди Кембъл
- Страшен филм (2000) – Синди Кембъл